# Sèvre Nantaise
A Sèvre Nantaise folyó Franciaország nyugati részén, Új-Aquitania és Loire mente régiókban. A Loire alsó folyásának bal oldali mellékfolyója. 
Deux-Sèvres megyében, Le Beugnon és Neuvy-Bouin községeknél ered 215 m tengerszint feletti magasságban. További három megye: Vendée, Maine-et-Loire és Loire-Atlantique területét érintve folyik északnyugat felé, hossza 142 km. Nantes mellett, Rezé Pont-Rousseau nevű városrészénél ömlik a Loire-ba. 
A folyó Nantes-ról kapta a nevét, megkülönböztetésül a másik Sèvre, Sèvre Niortaise folyótól  (Niort-i Sèvre). Alsó 21 km-es szakasza kisebb vízi járművek számára hajózható. A partján épült további jelentős város Vertou.
Nagyobb mellékfolyója jobbról a Moine (69 km), balról a Maine (68 km).